# Cruzeiro Esporte Clube 2014
Questa voce raccoglie le informazioni riguardanti il Cruzeiro Esporte Clube nelle competizioni ufficiali della stagione 2014.

## Stagione
La squadra vince il campionato, per la terza volta nella propria storia, con 80 punti (10 di distacco dal secondo classificato); a partire dalla sesta giornata è stata capolista solitaria.
In Coppa del Brasile la squadra perde la doppia finale contro l'Atlético Mineiro.

## Organigramma societario
Area tecnica
- Allenatore: Marcelo Oliveira
- Allenatore in seconda: Tico dos Santos, Ageu Gonçalves
- Preparatore dei portieri: Robertinho
- Preparatore atletico: Juvenilson de Souza, Quintiliano Lemos, Eduardo Freitas

Area sanitaria
- Fisioterapista: Eduardo Pimenta, Rodrigo Morandi
- Medico sociale: Sérgio Freire Júnior, Walace Espada, Leonardo Corradi
- Massaggiatore: Edmar Antonio Silva, Barjão

## Rosa
| N. |                    | Ruolo | Calciatore      |
| -- | ------------------ | ----- | --------------- |
| 1  | Brasile (bandiera) | P     | Fábio           |
| 2  | Brasile (bandiera) | D     | Ceará           |
| 3  | Brasile (bandiera) | D     | Léo             |
| 4  | Brasile (bandiera) | D     | Bruno Rodrigo   |
| 5  | Brasile (bandiera) | C     | Souza           |
| 6  | Brasile (bandiera) | D     | Egídio          |
| 7  | Brasile (bandiera) | C     | Tinga           |
| 8  | Brasile (bandiera) | C     | Henrique        |
| 9  | Brasile (bandiera) | C     | Borges          |
| 10 | Brasile (bandiera) | A     | Júlio Baptista  |
| 11 | Brasile (bandiera) | A     | Dagoberto       |
| 12 | Brasile (bandiera) | P     | Elisson         |
| 13 | Brasile (bandiera) | D     | Wallace         |
| 14 | Brasile (bandiera) | A     | Luan            |
| 15 | Brasile (bandiera) | C     | Rodrigo Souza   |
| 16 | Brasile (bandiera) | C     | Lucas Silva     |
| 17 | Brasile (bandiera) | C     | Éverton Ribeiro |
| 18 | Bolivia (bandiera) | A     | Marcelo Moreno  |
| 19 | Brasile (bandiera) | C     | Nílton          |

| N. |                      | Ruolo | Calciatore                |
| -- | -------------------- | ----- | ------------------------- |
| 20 | Argentina (bandiera) | A     | Alejandro Martinuccio     |
| 21 | Paraguay (bandiera)  | D     | Miguel Samudio            |
| 22 | Brasile (bandiera)   | D     | Mayke                     |
| 23 | Brasile (bandiera)   | C     | Johnath Marlone           |
| 24 | Brasile (bandiera)   | P     | Alan                      |
| 25 | Brasile (bandiera)   | A     | Willian Gomes de Siqueira |
| 26 | Brasile (bandiera)   | D     | Dedé                      |
| 27 | Brasile (bandiera)   | C     | Élber                     |
| 28 | Brasile (bandiera)   | C     | Ricardo Goulart           |
| 29 | Brasile (bandiera)   | C     | Alisson                   |
| 30 | Brasile (bandiera)   | D     | Alex                      |
| 31 | Brasile (bandiera)   | C     | Eurico                    |
|    | Brasile (bandiera)   | A     | Neílton                   |
|    | Brasile (bandiera)   | A     | Marquinhos                |
|    | Brasile (bandiera)   | C     | Charles                   |
|    | Brasile (bandiera)   | P     | Rafael                    |
|    | Brasile (bandiera)   | D     | Vilson                    |
|    | Brasile (bandiera)   | D     | Thiago Carvalho           |
|    | Argentina (bandiera) | A     | Ernesto Farías            |